# Två solkiga blondiner
Två solkiga blondiner är en svensk långfilm från 1984 i regi av Birgitta Svensson. Den var tillåten från elva år.

## Handling
Sonja och Mirre arbetar tillsammans på ett sjukhus. En dag råkar Sonja ut för ett våldtäktsförsök på sjukhuset och hon och Mirre erbjuds pengar för att sluta. För dessa beger de sig till Rom på semester, men resan tar slut redan i Linköping, där de träffar Krister.

## Om filmen
Filmen hade premiär den 24 februari 1984. Den har visats i SVT.

## Rollista  i urval
- Maria Johnson – Sonja
- Åsa Bjerkerot – Mirre
- Sebastian Håkansson – Krister
- Tomas Norström – Holgersson, "Holken", polis
- Johan Hedenberg – Glenn, fallskärmshopparinstruktör
- Hans Strååt – Axel
- Thorsten Flinck – Karlsson
- Bertil Goldberg – Reine, göteborgare
- Jonas Uddenmyr – personalchef på sjukhuset
- Aurora Mauroy – sjuksköterska
- Carin Ödquist – sjuksköterska
- Catherine Parment	– Mirres mamma, servitris
- Mona-Lis Hässelbäck – Barbro, hoppelev
- Berto Marklund – patient
- Segol Mann – Sonjas morfar
- Eva Dahlman – hoppelev
- Hannes Holm – fallskärmsjägare
- Kåre Santesson – fallskärmsjägarofficer

### Fotnoter
1. 1 2  ”Två solkiga blondiner”. Svensk Filmdatabas. http://sfi.se/sv/svensk-filmdatabas/Item/?type=MOVIE&itemid=14557&ref=%2ftemplates%2fSwedishFilmSearchResult.aspx%3fid%3d1225%26epslanguage%3dsv%26searchword%3dTv%C3%A5+solkiga+blondiner%26type%3dMovieTitle%26match%3dBegin%26page%3d1%26prom%3dFalse. Läst 9 juli 2012.